# NGC 1081
NGC 1081 ist eine Spiralgalaxie vom Hubble-Typ Sb im Sternbild Eridanus am Südsternhimmel. Sie ist schätzungsweise 177 Millionen Lichtjahre von der Milchstraße entfernt und hat einen Durchmesser von etwa 85.000 Lichtjahren. Die Galaxie gilt als Mitglied der vier Galaxien zählenden NGC 1103-Gruppe (LGG 76).

Im selben Himmelsareal befinden sich u. a. die Galaxien NGC 1075, NGC 1083, NGC 1089, NGC 1105.
Das Objekt wurde am 29. September 1886 vom US-amerikanischen Astronomen Lewis Swift entdeckt.